# آی‌تیونز
آی‌تیونز (به انگلیسی: iTunes) یک پخش‌کنندهٔ چندرسانه‌ای، کتابخانهٔ رسانه‌ای و نرم‌افزار کاربردی‌ جهت مدیریت تلفن‌های همراه است که توسط شرکت اپل توسعه داده شده‌است و ویژهٔ بازی و دانلود و سازماندهی فایل‌های صوتی و دیجیتالی در کامپیوترهای شخصی با سیستم عامل اواس‌ایکس و مایکروسافت ویندوز است. «آی‌تیونز استور» همچنین در آیپاد تاچ، آیفون و آی‌پد هم قرار دارد.
از طریق آی‌تیونز استور، کاربران می‌توانند به خرید و دانلود موسیقی، موزیک ویدئو، نمایش‌های تلویزیون، کتاب‌های صوتی، پادکست‌ها، ویدئوها (اجارهٔ ویدئو در برخی کشورها)، و زنگ‌های موجود در آیفون، آی‌پد و آیپاد تاچ (نسل چهارم به‌بعد). نرم‌افزار کاربردی آیفون، آی‌پد و آیپاد تاچ از اَپ استور قابل دریافت است.
آی‌تیونز ۱۲ جدیدترین نسخهٔ آی‌تیونز، قابل دسترس برای اواس‌ایکس نسخهٔ ۱۰٫۷٫۵ یا بالاتر و ویندوز اکس‌پی یا بالاتر است. این نرم‌افزار در ۱۶ اکتبر ۲۰۱۴ منتشر شد.

## گیفت کارت آیتیونز
گیفت کارت آیتیونز یکی از روش‌های محبوب برای افزودن اعتبار به حساب اپل آی‌دی (Apple ID) است. کاربران می‌توانند از اعتبار اضافه‌شده برای خرید اپلیکیشن‌ها، موسیقی، فیلم، کتاب و سایر محتواهای دیجیتال در فروشگاه آیتیونز و اپ استور استفاده کنند.
این کارت‌ها معمولاً به صورت فیزیکی یا دیجیتال در فروشگاه‌های رسمی اپل یا فروشندگان مورد تأیید عرضه می‌شوند و به ویژه در کشورهایی که دسترسی مستقیم به خدمات پرداخت بین‌المللی وجود ندارد، کاربرد دارند.
برای استفاده، کافی است کد موجود در کارت را در بخش «Redeem» حساب اپل وارد کرده و اعتبار مربوطه را به حساب خود اضافه کرد.